# Mirta Aguirre
Mirta Aguirre Carreras (La Habana, 18 de octubre de 1912 - 8 de agosto de 1980) fue una escritora, periodista y militante LGBTQ cubana.
Combina sus estudios con su militancia política desde los primeros años. Graduada en Derecho, trabaja como profesora universitaria en Cuba. Milita en distintas agrupaciones comunistas y feministas, debiendo exiliarse a México, unos años, por su postura opositora frente al gobierno de Gerardo Machado.
Ya de vuelta en el país, colabora y dirige numerosas publicaciones, llegando a firmar varios miles de artículos, algunos de ellos premiados.
Participa, también, en distintas agrupaciones de tendencias marxistas y feministas. Así pues, milita en el Partido Comunista de Cuba, en el Frente Nacional Antifacista, o la Sociedad Amigos de la URSS. Asiste a distintos congresos en el extranjero, como la Conferencia Cultural y Científica por la Paz Mundial (Nueva York, 1949) o el Congreso Mundial de Partidarios por la Paz (París, 1949).
Mirta Aguirre fue profesora en la Universidad de La Habana. Amén de su amplia obra ensayística en la que sobresale Del encausto a la sangre: Sor Juana Inés de la Cruz, escribió poesías para niños, algunas de las cuales han sido musicalizadas.